# Житіє Феодосія Печерського
Житіє Феодосія Печерського — пам'ятка давньоруської літератури, великий твір про життя преподобного Феодосія, одного із засновників та ігумена Києво-Печерського монастиря, написане ченцем того ж монастиря преподобним Нестором Літописцем. Найдавніший руський агіографічний твір . Докладно розповідає про святого, починаючи від його народження, приходу в монастир до ігуменства та смерті, і включає як легендарні житійні мотиви, так і дійсні факти біографії преподобного. Існують різні датування написання Житія: 1080-ті роки (виходячи з опису низки подій твір було написано не пізніше 1088 ) або початок XII століття .

### Текстологія
Житіє («Житіє преподобного отця нашого Феодосія, ігумена Печерського») увійшло до Києво-Печерського патерика і в його складі починаючи з XV століття набуло широкого поширення в давньоруській книжності. Окремих списків Житія відомо небагато. Найдавніший перелік перебуває у складі Успенського збірника XII—XIII  віків .

### Датування
Питання про час написання Житія є предметом суперечок. На думку А. А. Шахматова, Нестор написав перше житіє Феодосія пізніше 1088 року . С. А. Бугославський та Л. В. Черепнін відносять його до початку XII століття . А. Поппе знову датував його 1080 роками.

### Характеристика та зміст
У традиційному для житійного жанру вступі, автор звертається до Бога з благанням допомогти в написанні твору і нарікає на своє «невігластво».
Велика кількість сюжетних мотивів Житія запозичені з перекладних агіографічних пам'яток (патерики, Житія Євфимія Великого та Житія Сави Освяченого), але відзначається лише схожість ситуацій. Оповідання Нестора не є набором агіографічних шаблонів. Уміло будується діалог, докладно висвітлюються побутові подробиці та деталі . Житіє має динамічний сюжет і позбавлене традиційних для даного жанру риторичних міркувань.
Як і багато інших житій праведників, що трудяться в монастирі, Житіє Феодосія характеризується великою кількістю яскравих картин і живим зображенням монастирського і мирського побуту, яскравими характеристиками ченців і мирян.
На думку філолога-медієвіста О. В. Творогова:
«Житіє Феодосія Печерського» — типове чернече житіє, розповідь про благочестивого, лагідного, працьовитого праведника, все життя якого — безперервний подвиг. У ньому безліч побутових колізій: сцен спілкування святого з ченцями, мирянами, князями, грішниками; ще, у житіях цього обов'язковим компонентом є чудеса, які творить святий…
Нетрадиційним є образ матері Феодосія. З одного боку автор Житія оцінює її як жінку благочестиву, але водночас вона описана як владна, сувора . Попри християнське благочестя, яким, згідно з агіографічним каноном, наділив її Нестор, мати Феодосія бореться із прагненням сина «датися» Богу (присвятити себе Богу). Мати Феодосія постає як знаряддя диявола. Літописець наводить розповідь, як вона чинила опір аскетизму і благочестю сина: б'є його, садить на ланцюг, зриває з нього вериги, оголошує нагороду за його розшук, коли Феодосій іде до монастиря.
Складним є і характер Феодосія: який відрізняється надзвичайним смиренням, він, проте, рішуче виступає проти князя Святослава Ярославича, котрий вигнав із княжого столу свого брата Ізяслава . Переказ, зафіксований Житієм, свідчить про близькі духовні відносини Ізяслава з Феодосієм. У минулому смиренний вдачею юнак, який терпляче зносив побої матері і знущання однолітків, Феодосій стає діловитим господарем монастиря і сміливо втручається у політичне життя Києва. Образ Феодосія характеризують любов і милість до ближніх. Він тихий, лагідний, смиренний, роздає все, що в нього не попросять.
Феодосій уперше впорядкував чернече життя. При ньому монастир став багатим, тому що «все, що не дає Феодосій, повертається сторицею» (у стократному розмірі). Феодосій шле Святославу викривальні грамоти, але потім переходить до умовлянь, і князь сам їде до монастиря миритися з Феодосієм. Житіє розповідає про звичаї преподобного віддалятися в затвор на час Великого посту заради зосередженої молитви та покаяння.
В описі чудес і видінь Феодосія Творогов зазначає письменницьку майстерність автора, який зумів використати виразні деталі, що створюють ілюзію достовірности у будь-яких епізодах .
Житіє описує також побут раннього періоду існування Києво-Печерського монастиря, при цьому ченці показані цілком земними людьми: їм часом важко жити з суворим монастирським статутом, вони поступаються своєму ігумену в працьовитості, смиренності та благочесті.
З Житія Феодосія також відомо, що його автор, Нестор, був пострижений у Києво-Печерському монастирі при ігумені Стефані (1074-1078) і зведений ним у «дияконський сан», а також про те, що ще до Житія Феодосія Нестором було написано Житіє Бориса та Гліба (Читання про Бориса та Гліба).

### Житійні мотиви
Твір, відповідно до вимог житійного жанру, містить низку традиційних сюжетних житійних мотивів: майбутній святий був народжений благочестивими батьками, з дитинства він відрізнявся «приналежністю» до Церкви, пішов від радощів і спокус мирського життя, став взірцем аскета і подвижника, перемагаючи підступи. , і творив чудеса .

### Вплив
С. А. Бугославський зазначав, що мотиви та образи Житія істотно вплинули на агіографію Володимиро-Суздальської та Московської Русі.
Житіє Феодосія використовувалося Б. А. Романовим у книзі «Люди та звичаї давньої Русі». Житіє лягло основою історичної повісті У. Ф. Панової «Сказання про Феодосію».

### Видання
- Бодянський О. М. Житіє Феодосія ігумена Печерського, списання Нестора: За харатейним списком XII ст. Московського Успенського собору, з розбіжностями з багатьох інших // Читання у Суспільстві історії та старожитностей Російських. - 1858. - Кн. 3, від. 3. - С. I-IV, 1-31;
- Житіє... Феодосія, ігумена Печерського. Списання Нестора: За харатейним списком Московського Успенського собору буква в букву і слово в слово / З предисл. А. Попова // Читання у Суспільстві історії та старожитностей Російських. - 1879. - Кн. 1. - С. 1-10, 1-42 про.;
- Збірник XII ст. Московського Успенського собору, вип. 1 / Вид. під набл. А. А. Шахматова та П. А. Лаврова // Читання у Товаристві історії та старожитностей Російських. - 1899. - Кн. 2, від. 2. - С. I-IV, с. 40-96;
- Абрамович Дмитро. Києво-Печерський патерик. У Києві, 1930;
- A Treasury of Russian Spirituality / Спів. і ed. by G. P. Fedotov. London, 1952. P. 15-48 (пер. Житія Феодосія англійською мовою);
- Венс Е. Russische Heiligenlegenden. Zürich, 1953. S. 82-156 (пер. Житія Феодосія німецькою мовою);
- Житіє преподобного батька нашого Феодосія, ігумена Печерського // Ізбірник (Збірник творів літератури Стародавньої Русі). - М.: Худож. літ., 1969. - С. 92-145, 707-709 (прим.). - Сірий. "Бібліотека всесвітньої літератури". Підготовка тексту «Житія…» та прим. О. В. Творогова. Житіо друкується у уривках за найдавнішим його списком (у складі Успенського збірника XII ст.), Виданому в 1899 р. А. А. Шахматовим і П. А. Лавровим; виправлення внесені за списком ДІБ, С), п. 1 № 31;
- Житіє Феодосія // Успенський збірник XII-XIII ст. / Вид. підг. О. А. Князєвська, В. Г. Дем'янов, М. В. Ляпон. - М., 1971. - С. 71-135;
- Житіє Феодосія Печерського / Подг. тексту, пров. і прямуючи. О. В. Творогова // Пам'ятники літератури Стародавньої Русі. XI - поч. XII ст. - 1978. - С. 304-391, 456-459;
- Житіє Феодосія Печерського / Подг. тексту, пров. і прямуючи. О. В. Творогова // У кн.: Повісті Стародавньої Русі XI-XII ст. Л., 1983, с. 230-325, 548-551;
- Житіє Феодосія Печерського / Підготовка тексту, переклад та коментарі О. В. Творогова // Бібліотека літератури Стародавньої Русі / РАН. ІРЛІ; За ред. Д. С. Лихачова, Л. А. Дмитрієва, А. А. Алексєєва, Н. В. Понырко. - СПб. : Наука, 1997. - Т. 1: XI-XII століття. - 543 с. (за списком у складі Успенського збірника) (архівовано 13 квітня 2012 року);
- Давньоруські патерики: Києво-Печерський патерик. Волоколамський патерик. - М., 1999.